# Pinus hunnewellii
Pinus hunnewellii là một loài thực vật hạt trần trong họ Pinaceae. Loài này được Alb.G.Johnson mô tả khoa học đầu tiên năm 1952.